# Бжеська Валентина Юхимівна
Валентина Юхимівна Бжеська (нар. 22 лютого (5 березня) 1896, Біла Церква — пом. 13 січня 1977, Київ) — українська акторка.

## Біографія
Жила з дитинства у м. Біла Церква. Її батько Юхим Йович Стрілець був земським фельдшером, а мати мала дошлюбне прізвище Борщ. Валентина успішно закінчила белоцерківську гімназію, яка дала їй на все життя знання французької мови, прекрасно грала на фортепіано, багато читала, у тому числі і польською мовою.
Перший чоловік — Георгій Миколайович Бржеський, з польських дворян з родовим гербом та гаслом «На коні з мечем». Син від першого шлюбу — Ігор Юрієвич Бжеський (під час отримання паспорту малограмотні паспортисти змінили ім'я батька на Юрій, а у прізвищі забули літеру «р» — в результаті змінився корінь польського прізвища, бо «бржоза» — це «береза», а «бжег» — це «берег») — режисер театру, кіно і телебачення.
З А. Бучмою Валентину Бжеську доля звела у 1925 році, але в РАЦСі вони не були зареєстрованими, вважали, що це фіксує недовіру людей одне до одного. Амвросій Бучма став добрим батьком для Ігоря, а той, у свою чергу, — однодумцем та помічником великого артиста (статті, які писав А. М. Бучма, в основному були записані та відредаговані Ігорем Бжеським).
Заслужена артистка УРСР, акторка театрів «Березіль» та ім. І.Франка. Виконувала ролі у виставах «Макар Діброва», «Лиха доля», «Останні». Знялась у фільмі «Вітер зі сходу» (1940 р.)
Померла від інсульту.